# Zelandomyia pallidula
Zelandomyia pallidula är en tvåvingeart som beskrevs av Alexander 1924. Zelandomyia pallidula ingår i släktet Zelandomyia och familjen småharkrankar. Inga underarter finns listade i Catalogue of Life.